# William Henry Vanderbilt III
Pour les autres membres de la famille, voir Famille Vanderbilt.
William Henry Vanderbilt III (24 novembre 1901, New York - 14 avril 1981, Williamstown), est un homme politique américain.

## Biographie
Fils d'Alfred Gwynne Vanderbilt, il est nommé enseigne de vaisseau de la U.S. Naval Coast Defense Reserve peu de temps avant que les États-Unis déclarent la guerre à l'Allemagne pendant la Première Guerre mondiale et prend part à la guerre.
Après la guerre, il suivit ses études à St. George's School et Mesa Ranch School, puis à l'Université de Princeton. En 1922, arrivé à l'âge de la majorité, il hérite d'un fonds de 5 millions de dollars. Il fonde en 1925 une compagnie d'autocar, appelé The Short Line, pour transport de passagers entre Newport et Providence. En quelques années, il a développé l'entreprise pour desservir des points en Nouvelle-Angleterre et à New York. Après avoir racheté par George Sage in 1955 et renommé Bonanza Bus Lines en 1970, elle fusionne avec la compagnie Coach USA (en) en 1998 et est revendu à Peter Pan Bus Lines en 2003.
Membre du Parti républicain, il est délégué du Rhode Island au Republican National Convention (en) en 1928, et élu la même année au Sénat de l'État du Rhode Island (en). Il siège dans cette assemblée jusqu'en 1935. Il est Gouverneur de Rhode Island de 1939 à 1941.
Officier de réserve, il est admis au service actif avec le grade de lieutenant commander en mai 1941. D'abord affecté à la zone du Canal de Panama, il est promu commander le 15 août 1942. Il est ensuite affecté auprès de l'amiral Chester Nimitz à Pearl Harbor. Il a été promu au grade de captain avant la fin de la guerre.

## Sources
- (en) Cet article est partiellement ou en totalité issu de l’article de Wikipédia en anglais intitulé « William Henry Vanderbilt III » (voir la liste des auteurs).